# Cuervos sangrientos
Cuervos Sangrientos (Título original: Blood Crows) es el duodécimo libro de la serie Águila, de Simon Scarrow. Esta saga narra las peripecias de dos legionarios, Cato y Macro, en las legiones del Imperio Romano a mediados del siglo I d. C.

## Argumento
Han pasado ocho años desde que los romanos iniciaron la conquista de Britania y siete desde que el emperador Claudio diera por sometida la región, pero la realidad es que a pesar de los intentos del gobernador Ostorio Escápula por establecer acuerdos de paz, Carataco, rey de los catuvellaunos, continúa su incansable lucha contra los invasores uniendo bajo su mando a todas las tribus que no desean someterse a Roma.
En esta delicada situación, regresan a Britania (ver las cinco primeras novelas de la serie) el nuevo prefecto Cato (recién casado con su amada Julia) y el centurión superior Macro destinados a la Decimocuarta Legión, donde Cato debe tomar el mando de la Segunda Cohorte auxiliar Tracia de caballería y Macro ponerse al frente de la Cuarta Cohorte de la legión.
Mientras el gobernador prepara su ejército para la guerra, Cato y Macro llegan a su nuevo destino: el fuerte Bruccio, situado en un aislado valle en pleno territorio enemigo. Allí descubrirán que el comandante en funciones del fuerte: el centurión Querto y su Cohorte auxiliar Tracia se han ganado una sanguinaria reputación entre los nativos, los siluros, que se refieren a los tracios como: “Cuervos Sangrientos” por los terroríficos métodos que utilizan para someter cualquier resistencia a Roma.
Cato y Macro deberán preparar a sus hombres para la inminente guerra contra Carataco, y al tiempo cubrirse las espaldas, pues el centurión Querto no está dispuesto a ceder fácilmente el poder que tiene sobre el valle.